# 李维梅
李维梅（？—？），陕西绥德人，是一名清朝政治人物。

## 生平
李维梅曾于1789年接替王光陛任南汇县知县一职，1790年由姚培原接任。